# Triplectides liratellus
Triplectides liratellus là một loài Trichoptera trong họ Leptoceridae. Chúng phân bố ở miền Australasia.